# Pornografía gonzo

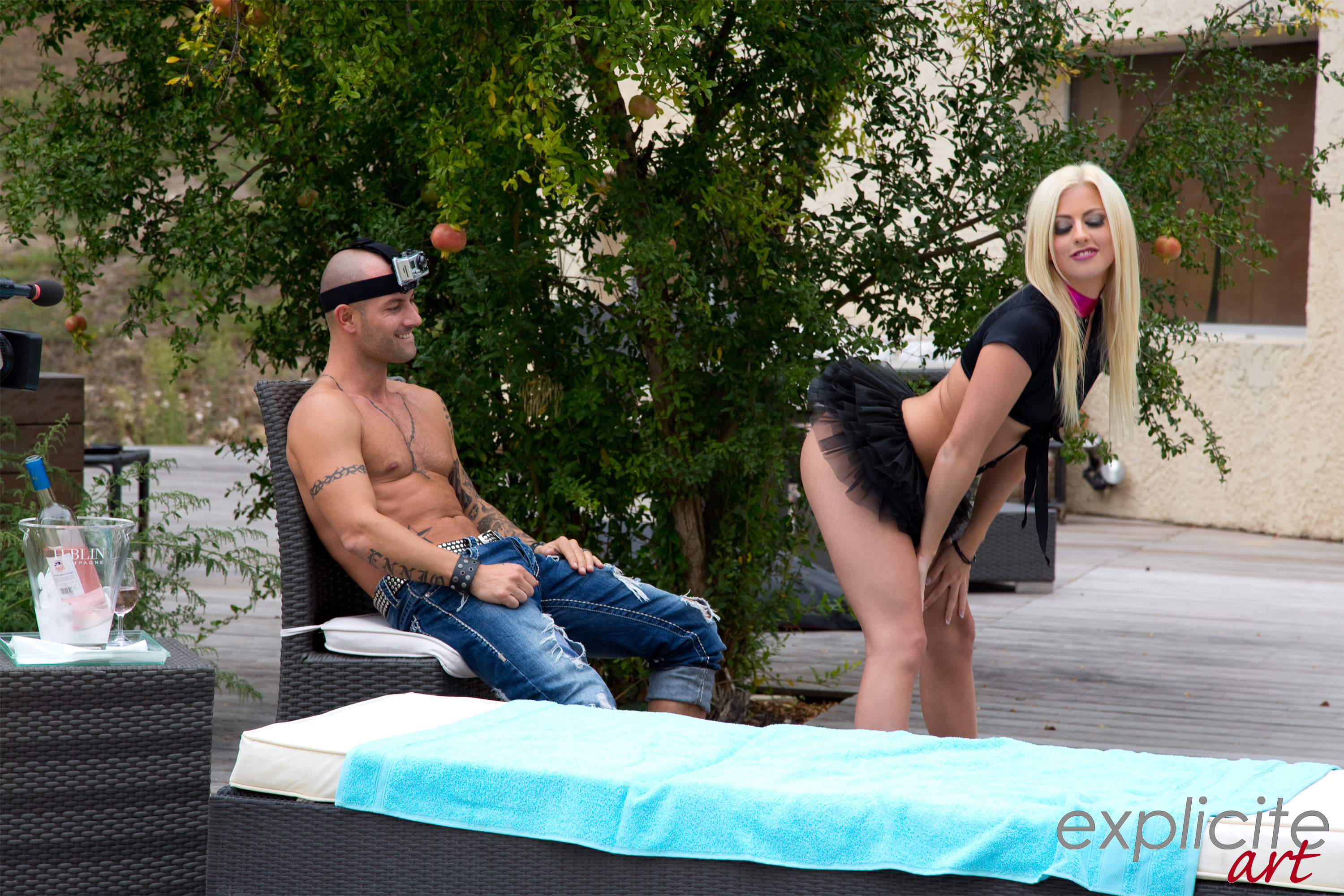
Pornografía gonzo.

La pornografía gonzo es un género de cine pornográfico que intenta involucrar al espectador directamente en la escena sexual. El término alude al periodismo gonzo, en el que el reportero es parte de la noticia. Por analogía, la pornografía gonzo coloca al operador de la cámara directamente en la acción, hablando con los actores o siendo él uno de los actores, sin separarse del cine pornográfico convencional.
El director y productor John Stagliano es considerado el inventor de este género, al implementarlo por primera vez en la serie de películas Buttman.